# Miravci
Miravci (makedonska: Миравци) är en ort i Nordmakedonien. Den ligger i kommunen Gevgelija, i den sydöstra delen av landet, 110 kilometer sydost om huvudstaden Skopje. Miravci ligger 98 meter över havet och antalet invånare är 2 573.